# Boulevard Paul-Peytral
Le boulevard Paul-Peytral est une voie marseillaise située dans le 6e arrondissement de Marseille. 

## Situation et accès
Elle va de la place Estrangin-Pastré à la place de Rome.
Le boulevard se situe dans le quartier de la Préfecture. Il est parallèle à la rue Armény sur toute sa longueur et longe la place Félix-Baret où se trouve la fontaine de la Préfecture par le sud. Il longe principalement l’Hôtel de préfecture des Bouches-du-Rhône de la place de Rome à la rue Edmond-Rostand ainsi que le siège de la préfecture de police des Bouches-du-Rhône situé en face, de la rue de Rome à la place Félix-Baret.

## Origine du nom
Le boulevard doit son nom à Paul Peytral (1842-1919), homme politique marseillais.

## Historique
Dénommé « boulevard du Muy » en hommage au général Jean Baptiste de Félix du Muy le 6 septembre 1814, il prend sa dénomination actuelle par délibération du Conseil municipal du 9 janvier 1925.

il reprend le nom de « boulevard du Muy » par décision du gouvernement de Vichy du 13 janvier 1941 jusqu'à la libération de Marseille.

## Bâtiments remarquables et lieux de mémoire
- Au numéro 2 se trouve l'hôtel de préfecture des Bouches-du-Rhône
- Au numéro 12 se trouve le consulat général des États-Unis à Marseille.